# Ingersheim an der Jagst
Ingersheim an der Jagst ist ein Stadtteil von Crailsheim, der bis zur Eingemeindung am 1. April 1940 eine eigene Gemeinde bildete. Trotz der Lage nahe dem Stadtzentrum konnte es seinen dörflichen Charakter weitestgehend bewahren.

## Geographie

### Lage
Ingersheim liegt im Südosten des Crailsheimer Stadtgebiets zwischen der B 290 im Osten und der Jagst im Westen. Von Nord nach Süd erstreckt sich der bebaute Bereich über etwa einen Kilometer, von Ost nach West misst er an der breitesten Stelle in einem Westbogen der Jagst etwa 500 Meter. Der alte Dorfkern liegt in Nähe des Flusses, den er an einem alten Mühlenstandort und wenig unterhalb an der Straßenbrücke der K 2642 in Richtung Altenmünster berührt, lässt aber sonst dessen flache Aue frei und zieht sich den Hang hinauf. Die späteren und umfangreicheren Baugebiete erstrecken sich nach Südosten und Nordnordosten oder ziehen sich einer Parallelstraße zur B 290 lang. Innerhalb des Weichbildes gibt es noch landwirtschaftlich genutzte Flächen.

### Nachbarorte
Ingersheim ist reihum von anderen Crailsheimer Teilorten und Stadtteilen umgeben. Im Norden schließt jenseits einer weniger als hundert Meter breiten Baulücke Kreuzberg an, etwa 3,5 km im Osten liegt Westgartshausen, ebensoweit im Süden Jagstheim, etwa 3 km im Südwesten Onolzheim und etwa 1,5 km im Westen Altenmünster.

## Geschichte
- Im 7. Jahrhundert wird auf der Gemarkung Ingersheims ein fränkisch-alamannisches Gräberfeld angelegt. Die Funde befinden sich unter anderem im Landesmuseum Württemberg und im  Stadtmuseum in Crailsheim.

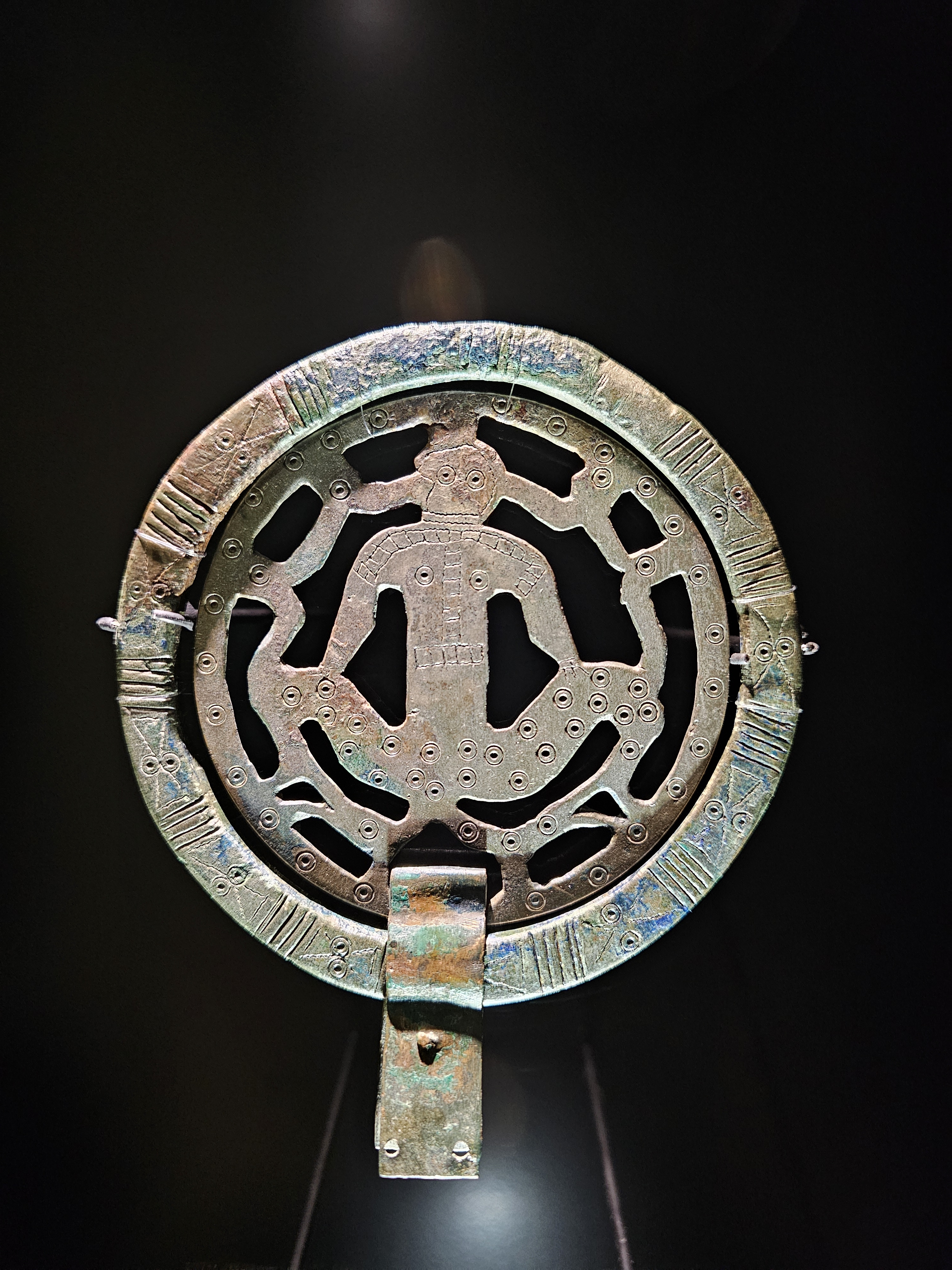
Zierscheibe aus dem Gräberfeld von Crailsheim - Ingersheim (Landesmuseum Württemberg)

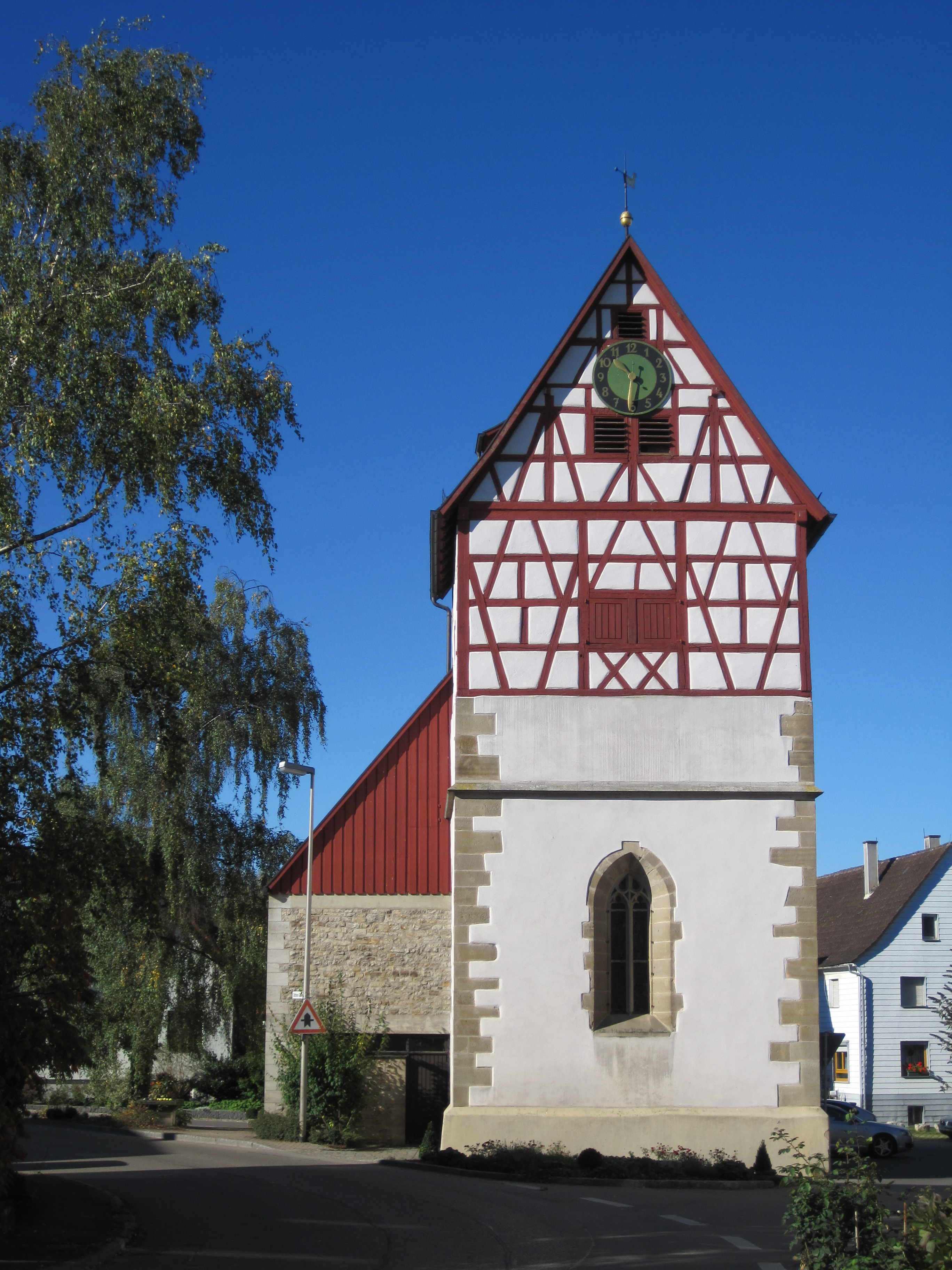
Evangelische Matthäuskirche

- 1280: Unsichere urkundliche Erwähnung als Ingershain (bezieht sich evtl. auf einen anderen Ort)
- 1329: Erste gesicherte urkundliche Erwähnung als Ingesheim
- 1612/13: 1. Pestepidemie, mehr als 80 Tote
- 1634/35: 2. Pestepidemie, wieder mehr als 80 Tote
- 1648: Nach dem Dreißigjährigen Krieg sind 60 % der Ingersheimer Gebäude zerstört.
- 1688: Während des Pfälzischen Erbfolgekrieges beschädigen Franzosen Kirche und Schule und brennen ein Haus an der Jagstfurt nieder.
- 1810: Im Grenzvertrag zwischen Bayern und Württemberg kommt der Ort zum Königreich Württemberg
- 1. April 1940: Ingersheim wird eingemeindet. Zu verdanken hatte Ingersheim seine Eingemeindung nicht etwa sich selbst, sondern dem ehemaligen Weiler Altenmünster, der zur Gemeinde Ingersheim gehörte und dessen Siedlung sich im Laufe der Zeit bis an die Crailsheimer Gemarkungsgrenze ausdehnte.
- April 1945: Zerstörungen in der Unteren Gasse, der Hauptstraße und auf dem Schollenberg

## Religionen

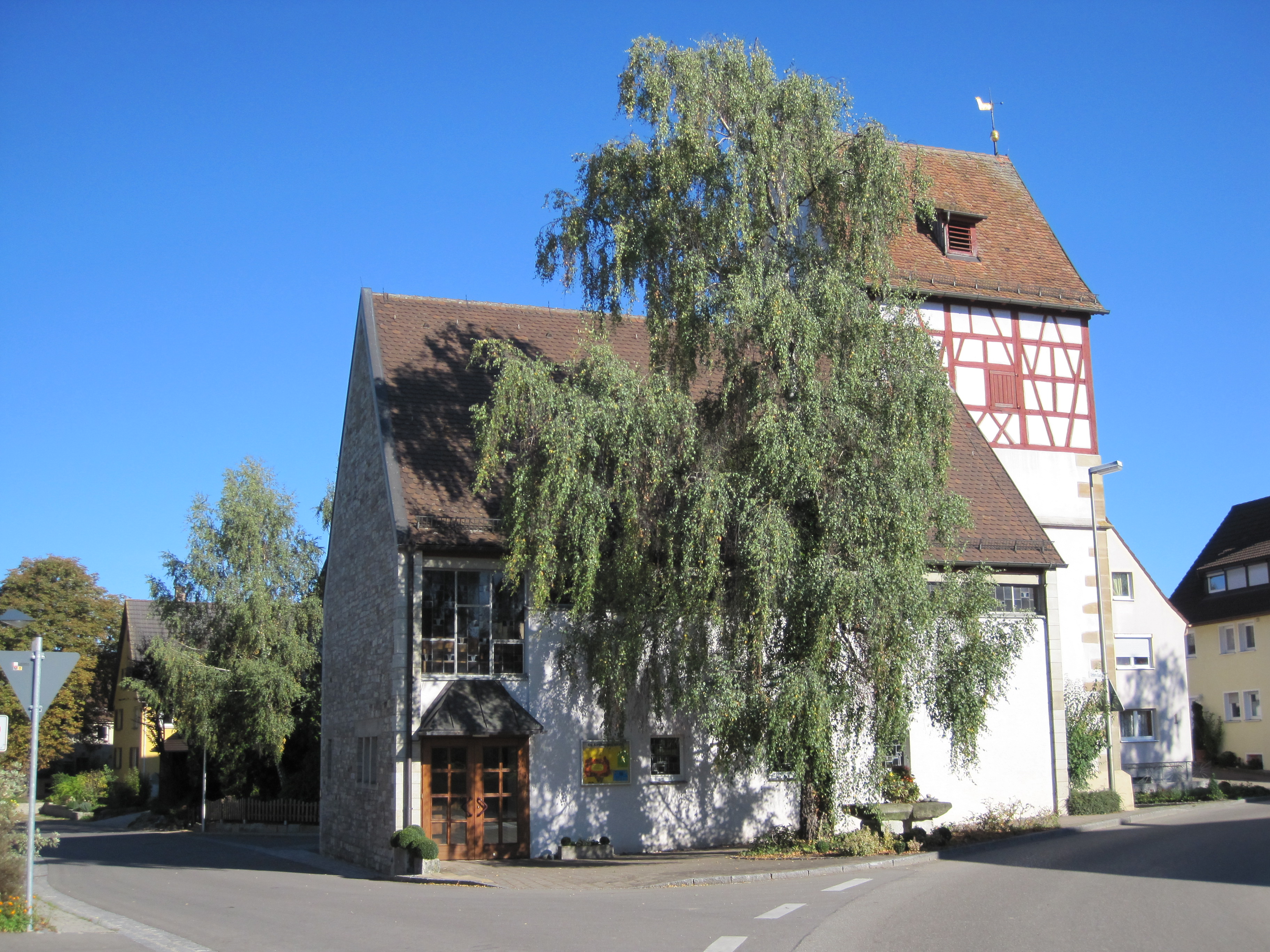
Evangelische Matthäuskirche

In Ingersheim befand sich bis 1832 eine kleine jüdische Gemeinde, danach gehörten die jüdischen Bewohner des Dorfes der Crailsheimer jüdischen Gemeinde an.
Heute hat Ingersheim eine evangelische Kirchengemeinde, zu der auch der Weiler Alexandersreut sowie das Gehöft Rotmühle gehören. Die Kirche der Gemeinde heißt Matthäuskirche, wurde um 1450 erbaut und bekam 1961/62 ein neues Kirchenschiff. Im Chor finden sich Fresken aus dem 15., 17. und 18. Jahrhundert.

## Infrastruktur

### Öffentliche Einrichtungen
- Turn- und Festhalle Ingersheim

### Bildung
- Geschwister-Scholl-Schule Ingersheim (Grund- und Hauptschule)
- Ein kommunaler Kindergarten

### Verkehr
- Anbindung an die B290

## Persönlichkeiten

### Söhne und Töchter der Gemeinde
- Inge Aicher-Scholl (1917–1998), Schriftstellerin
- Hans Scholl (1918–1943), Widerstandskämpfer

### Persönlichkeiten, die in Ingersheim gewirkt haben
- Robert Scholl, Vater von Hans und Sophie Scholl und Bürgermeister in Ingersheim von 1917 bis 1919